# Obereopsis nigrohumeralis
Obereopsis nigrohumeralis är en skalbaggsart som beskrevs av Stephan von Breuning 1949. Obereopsis nigrohumeralis ingår i släktet Obereopsis och familjen långhorningar.
Artens utbredningsområde är Myanmar. Inga underarter finns listade i Catalogue of Life.